# Boconád, Heves
Boconád  este un sat în districtul Heves, județul Heves, Ungaria, având o populație de 1.357 de locuitori (2011). 

## Demografie
Componența etnică a satului Boconád
     Maghiari (97,32%)
     Germani (1,09%)
     Necunoscut (0,84%)
     Alții (0,75%)
Componența confesională a satului Boconád
     Romano-catolici (57,33%)
     Fără religie (10,24%)
     Reformați (1,11%)
     Necunoscută (30,51%)
     Atei (0,81%)
Conform recensământului din 2011, satul Boconád avea 1.357 de locuitori. Din punct de vedere etnic, majoritatea locuitorilor (97,32%) erau maghiari, cu o minoritate de germani (1,09%). Apartenența etnică nu este cunoscută în cazul a 0,84% din locuitori.  Din punct de vedere confesional, majoritatea locuitorilor (57,33%) erau romano-catolici, existând și minorități de persoane fără religie (10,24%) și reformați (1,11%). Pentru 30,51% din locuitori nu este cunoscută apartenența confesională.